# Pseudopolydora glandulosa
Pseudopolydora glandulosa är en ringmaskart som beskrevs av Blake och Kudenov 1978. Pseudopolydora glandulosa ingår i släktet Pseudopolydora och familjen Spionidae. Inga underarter finns listade i Catalogue of Life.